# Epítome dos Césares
A Epítome dos Césares (em latim: Epítome de Caesaribus) é uma obra histórica latina, escrita no final do século IV.
É um breve relato dos reinados dos imperadores a partir de Augusto para Teodósio I. É atribuída a Aurélio Víctor, mas foi escrito por um autor anônimo que provavelmente era pagão. O autor usou o chamado "Enmannsche Kaisergeschichte" e (agora perdido) Anais de Vírio Nicômaco Flaviano (amigo de Quinto Aurélio Símaco). Apesar de muito pequenos(comprimento) e nem sempre confiáveis, também contém informações úteis.